# Лулебургаз
Лулебургаз (тур. Lüleburgaz) је град у Турској у вилајету Киркларели. Према процени из 2009. у граду је живело 100.790 становника.

## Становништво
Према процени, у граду је 2009. живело 100.790 становника.
| 1990.  | 2000.  |
| ------ | ------ |
| 52.384 | 79.002 |